# 2009년 전미 비평가 협회상
제44회 전미 비평가 협회상은 2009년 최고의 영화를 기리기 위해 2010년에 열린 시상식이다.

## 수상 및 후보

### 작품상
- 허트 로커 - 캐서린 비글로우 수상

### 감독상
- 허트 로커 - 캐서린 비글로우 수상

### 여우주연상
- 세라핀 - 욜랜드 모로 수상

### 남우주연상
- 허트 로커 - 제레미 레너 수상

### 여우조연상
- 프레셔스 - 모니크 수상

### 남우조연상
- 바스터즈: 거친 녀석들 - 크리스토프 왈츠 수상
- 브라이트 스타 - 폴 슈나이더 수상

### 각본상
- 시리어스 맨 - 에단 코언 외 1명 수상

### 촬영상
- 하얀 리본 - 크리스찬 버거 수상

### 프로덕션 디자인상
- 판타스틱 Mr. 폭스 - 넬슨 로리 수상

### 외국어영화상
- 여름의 조각들 - 올리비에 아사야스 수상

### 다큐멘터리상
- 비치스 오브 아그네스 수상